# 平脉长足虻属
平脉长足虻属（学名：Paralleloneurum）为长足虻科的一个属。

## 下属物种
本属包括以下物种：
- 细腿平脉长足虻 Paralleloneurum cilifemoratum Becker, 1902
- Paralleloneurum pygmaeum Meijere, 1916